# Lurbach
Der Lurbach ist ein rund 8,8 Kilometer langer Bach auf der Tanneben in der Steiermark in Österreich.

## Geographie

### Verlauf

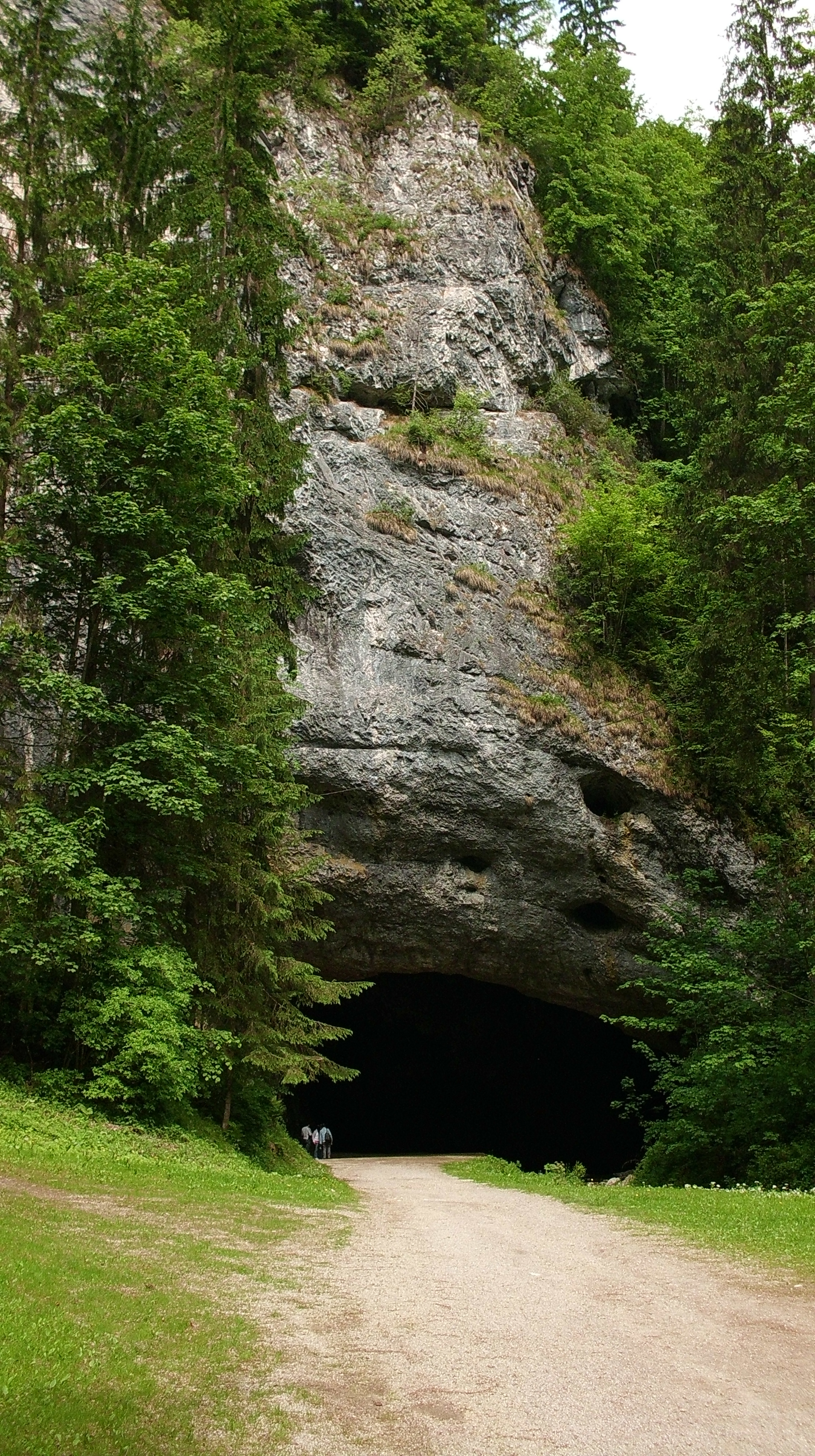
Der Lurbach fließt in das große Höhlenportal der Lurgrotte ein

Der Lurbach entspringt nordwestlich von Anger, einem Ortsteil von Neudorf. Er fließt in südwestliche Richtung in den Ort Semriach und knickt nach Nordwesten ab. Unterhalb von Lur versinkt der Lurbach nach 6,5 km in den verkarsteten Gesteinen des Tannebenkalkstocks und durchfließt unterirdisch die Lurgrotte, die größte Tropfsteinhöhle Österreichs.

### Wiederaustritt
Nach seinem unterirdischen Verlauf tritt das Wasser des Lurbachs in mehreren Karstquellen wieder zu Tage. Die Hammerbachquelle ist bei Niedrigwasser des Lurbachs die einzige Austrittsstelle des zuvor versunkenen Lurbachwassers. Bei mittleren oder höheren Wasserständen entspringt ein Teil am Peggauer Lurgrotteneingang, der dort liegenden Schmelzbachquelle. Der Hammerbach sowie der Schmelzbach münden beide nach wenigen hundert Metern in Peggau in die Mur.

### Zuflüsse
- Eichfeldbach (rechts)
- Marktbach (links)